# Fissidens pusillissimus
Fissidens pusillissimus là một loài Rêu trong họ Fissidentaceae. Loài này được Steere mô tả khoa học đầu tiên năm 1938.